# Alan Rodger, Baron Rodger of Earlsferry
Alan Ferguson Rodger, Baron Rodger of Earlsferry FRSE, FBA, PC, QC (* 18. September 1944 in Glasgow, Schottland; † 26. Juni 2011) war ein britischer Jurist und Richter am Obersten Gerichtshof des Vereinigten Königreichs.

## Familie und Ausbildung
Rodger wurde als Sohn des Psychologieprofessors Thomas Ferguson Rodger und dessen Frau Jean Margaret Smith Chalmers geboren. Seine schulische Bildung erhielt er an der Kelvinside Academy. Hieran schloss sich ein Studium an der University of Glasgow an, wo er sowohl den Magister Artium als auch einen Bachelor of Laws erwarb. Neben seiner Promotion am New College der University of Oxford, an dem er von 1970 bis 1972 als Dozent tätig war, arbeitete Rodger als wissenschaftlicher Mitarbeiter am Balliol College.

## Berufliche Tätigkeit
Seine Anwaltszulassung erhielt Rodger 1974 und seinen Beruf als Rechtsanwalts übte er zunächst als Mitarbeiter der Faculty of Advocates aus. Bereits 1979 wechselte er in den öffentlichen Dienst und war zunächst als Rechtsberater des Handels- und Industrieministeriums tätig. Nachdem er von Elisabeth II. 1985 zum Kronanwalt ernannt wurde, wandte er sich der Arbeit als Staatsanwalt zu. Von 1985 bis 1988 war er als solcher am Obersten Gerichtshof Schottlands beschäftigt. Er wurde 1989 zum Solicitor General für Schottland ernannt. 1992 rückte Rodger dann in die Position des Lord Advocate auf. Zugleich wurde ihm als Baron Rodger of Earlsferry, of Earlsferry in the District of North East Fife, eine Life Peerage verliehen. Von 1996 bis 2001 war er Lord President des Court of Session, bevor er zum Lord of Appeal in Ordinary ernannt wurde. Zum 1. Oktober 2009 nahm er als einer von zwei Schotten das Amt als Richter am Obersten Gerichtshof des Vereinigten Königreichs auf, das er bis zu seinem Tod innehatte.

## Auszeichnungen und Mitgliedschaften
- 1991: Fellow of the British Academy
- 1992: Fellow of the Royal Society of Edinburgh
- 1992: Ehrenmitglied des Lincoln’s Inn
- 2001: Korrespondierendes Mitglied der Bayerischen Akademie der Wissenschaften
- Mitglied des Holdsworth und des Athenaeum Club
- Ehrendoktorwürde der University of Glasgow (1995), der University of Aberdeen (1999) und der University of Edinburgh (2001)

## Publikationen (Auswahl)
- Owners and neighbours in Roman law. Clarendon Press, Oxford 1972, ISBN 0-19-825309-5.
- Mapping the law. Oxford University Press, Oxford 2006, ISBN 978-0-19-920655-1.
- The Courts, The Church and The Constitution. Edinburgh University Press, Edinburgh 2008, ISBN 978-0-7486-3754-6.